# Имас, Израиль Владимирович
Израиль Владимирович (Вольфович) Имас (1889, Бендеры, Бессарабская губерния — 9 мая 1938, Москва) — эсер, общественный деятель, член Всероссийского учредительного собрания.

## Биография
Родился в 1889 году в Бендерах, в еврейской мещанской семье. Сдал экзамен на аптекарского ученика в Рени. В 1905 году вступил в партию социалистов-революционеров. В 1906 году был арестован в Бендерах за агитацию среди солдат, осуждён Одесского судебной палатой в Кишинёве на 8 месяцев заключения по 132 статье, но освобождён под залог. 11 мая 1907 года тем же судом вновь осуждён на 8 месяцев заключения уже по 128 статье, бежал из-под стражи.
В 1908 был вновь арестован в Елисаветграде, 31 октября 1908 года там же осуждён по 102 статье за принадлежность к Елисаветградскому комитету ПСР и по совокупности с прежними приговорами, сослан на поселение в Енисейскую губернию. В 1910—1914 годах отбывал наказание в Анцыферовской волости Енисейской губернии, откуда в 1914 году бежал. Находился в эмиграции во Франции. 
В 1917 году вернулся в Россию. Был избран депутатом Всероссийского учредительного собрания от партии эсеров по Бессарабскому округу № 2.
В 1922 году арестован в Одессе по делу социалистов-революционеров, 3 июля осуждён и сослан в Харьков. В 1932 году вступил в ВКПб. Работал начальником цеха артели «Технохимия» Москоопинсоюза. Был секретарём Центрального совета Всесоюзного общества политкаторжан и ссыльнопоселенцев (ликвидировано в 1935 году). 
11 февраля 1938 года арестован по обвинению в участии в подпольной эсеровской организации бывших политкаторжан, приговорён Военной коллегией Верховного суда СССР к расстрелу. Захоронен на Коммунарке. Реабилитирован посмертно 12 мая 1956 года.

## Семья
Жена — Хана Давыдовна Имас (1898—?), также была осуждена в 1938 году.